# Mauno Koivisto
Mauno Henrik Koivisto, finski politik, * 25. november 1923, Turku, Finska, † 12. maj 2017, Helsinki, Finska.
Od leta 1982 do 1994 je bil deveti predsednik republike Finske. Med letoma 1968 in 1970 ter 1979 in 1982 je bil tudi predsednik vlade.